# ميكال كوسيوسكو
ميكال كوسيوسكو (بالبولندية: Michał Kościuszko) مواليد 20 أبريل 1985، هو سائق راليات بولندي بدأ مسيرته في سنة 2006. كان أول رالي له هو رالي السويد 2006. شارك في بطولة العالم للراليات. نافس في رالي التحدي عبر القارات.

## فرق مثلها
- سوزوكي